# 올림푸스 PEN E-PL6
PEN E-PL6(영어: Olympus PEN E-PL6)은 2013년 10월 출시된 올림푸스의 미러리스 렌즈 교환식 카메라이다. 올림푸스 PEN E-PL5의 후계기이며, 올림푸스 OMD E-M5의 출시에 맞추어 업그레이드된 새로운 1,605만 화소 CMOS를 탑재하고 있다. 스몰 AF 타겟 기능을 통한 고 정밀 AF를 지원하는 것 외에 기존 E-PL5와 다른점은 없다.

## 같이 보기
- 마이크로 포서즈 시스템
- 미러리스 카메라